# Ville-sur-Saulx
Ville-sur-Saulx é uma comuna francesa na região administrativa de Grande Leste, no departamento de Meuse. Estende-se por uma área de 4,07 km². Em 2010 a comuna tinha 289 habitantes (densidade: 71 hab./km²).